# لي سنغ-هي
لي سنغ-هي هو عسكري وسياسي كوري جنوبي، ولد في أغسطس 1945 في مدينة وونجو في كوريا الجنوبية. نشط حزبياً في Bareun Party ‏. وقد انتخب Chairman of the Joint Chiefs of Staff (South Korea) ‏.